# Bridelia pervilleana
Bridelia pervilleana là một loài thực vật có hoa trong họ Diệp hạ châu. Loài này được Baill. mô tả khoa học đầu tiên năm 1861.